# Liste der Kantone im Département Ardennes
Das Département Ardennes liegt in der Region Grand Est in Frankreich. Es untergliedert sich in vier Arrondissements mit 19 Wahlkreisen (französisch cantons).

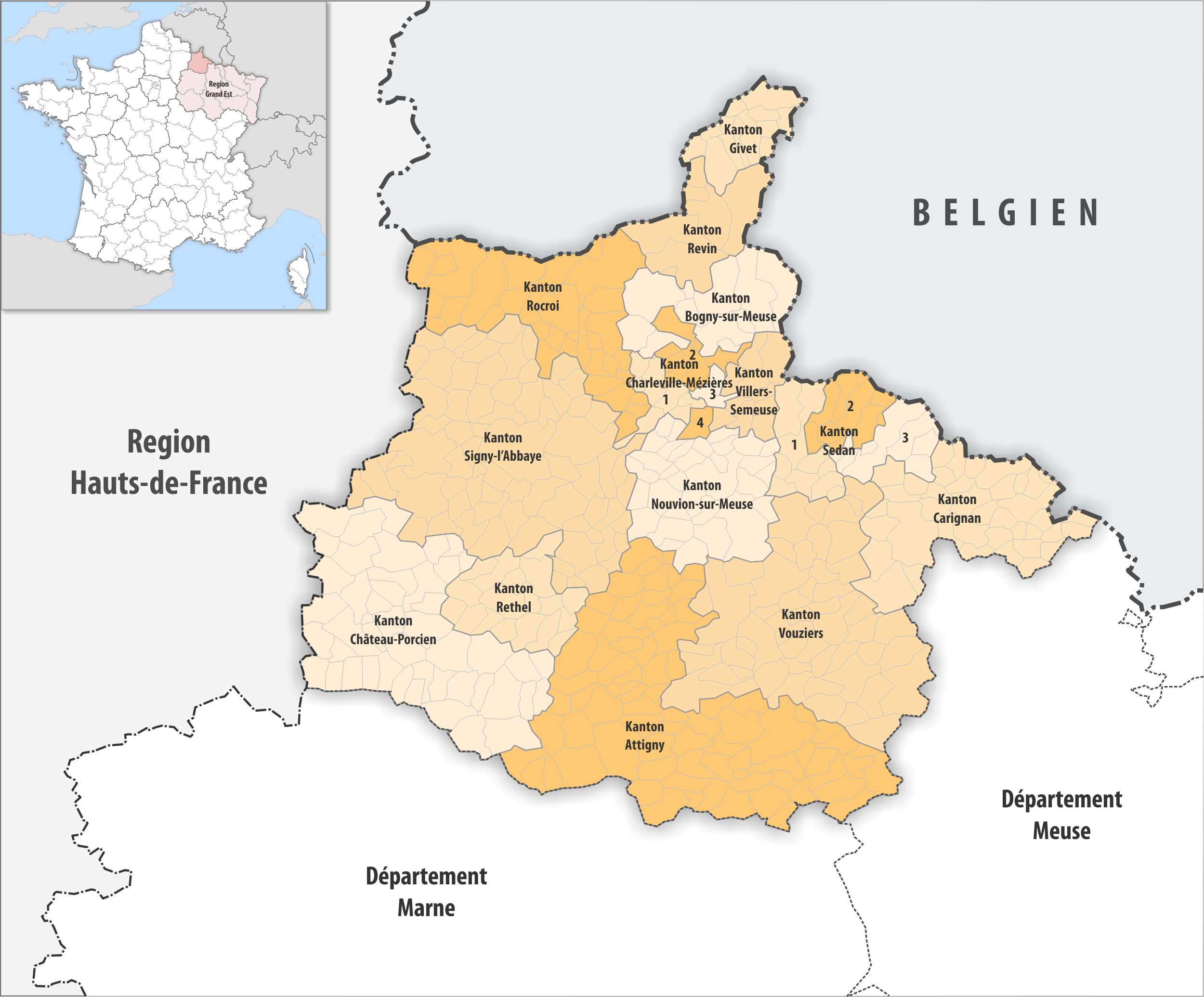
Gemeinden und Kantone im Département Ardennes

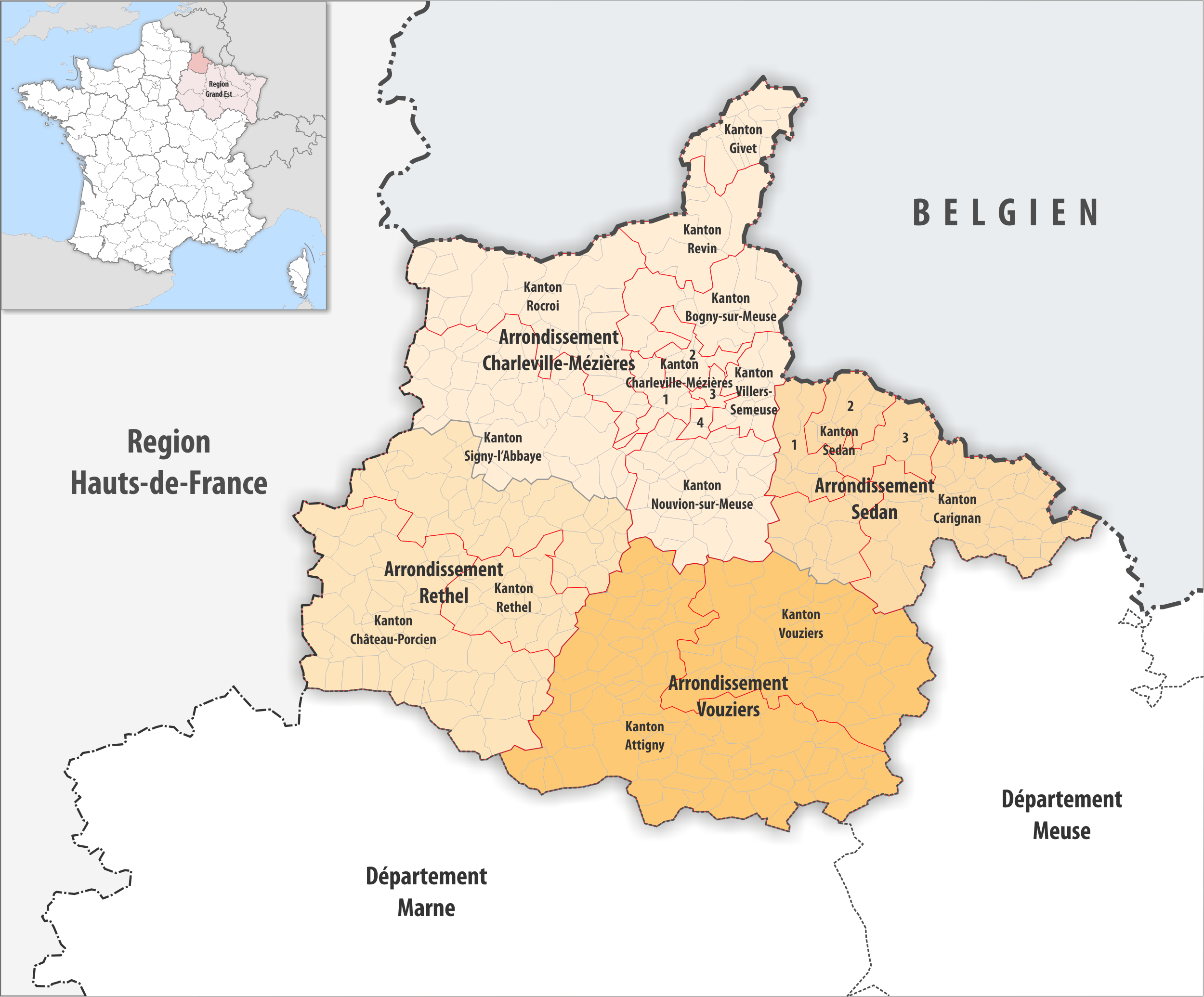
Gemeinden, Arrondissemente und Kantone im Département Ardennes

| Kanton                 | Gemeinden | Einwohner 1. Januar 2022 | Fläche km² | Dichte Einw./km² | Code INSEE | Arrondissement(e)            |
| ---------------------- | --------- | ------------------------ | ---------- | ---------------- | ---------- | ---------------------------- |
| Attigny                | 79        | 11.788                   | 880,20     | 13               | 0801       | Vouziers                     |
| Bogny-sur-Meuse        | 12        | 14.535                   | 206,82     | 70               | 0802       | Charleville-Mézières         |
| Carignan               | 38        | 15.727                   | 374,56     | 42               | 0803       | Sedan                        |
| Charleville-Mézières-1 | 7 1⁄4     | 15.071                   | 51,83      | 291              | 0804       | Charleville-Mézières         |
| Charleville-Mézières-2 | 5 1⁄4     | 16.087                   | 54,55      | 295              | 0805       | Charleville-Mézières         |
| Charleville-Mézières-3 | 1 ⁄4      | 15.814                   | 14,89      | 1.062            | 0806       | Charleville-Mézières         |
| Charleville-Mézières-4 | 1 ⁄4      | 14.159                   | 12,42      | 1.140            | 0807       | Charleville-Mézières         |
| Château-Porcien        | 47        | 15.842                   | 631,21     | 25               | 0808       | Rethel                       |
| Givet                  | 12        | 14.053                   | 110,47     | 127              | 0809       | Charleville-Mézières         |
| Nouvion-sur-Meuse      | 32        | 13.899                   | 298,38     | 47               | 0810       | Charleville-Mézières         |
| Rethel                 | 18        | 14.179                   | 180,83     | 78               | 0811       | Rethel                       |
| Revin                  | 7         | 11.700                   | 162,42     | 72               | 0812       | Charleville-Mézières         |
| Rocroi                 | 33        | 15.067                   | 391,48     | 38               | 0813       | Charleville-Mézières         |
| Sedan-1                | 8 1⁄3     | 13.111                   | 98,15      | 134              | 0814       | Sedan                        |
| Sedan-2                | 7 1⁄3     | 11.001                   | 80,12      | 137              | 0815       | Sedan                        |
| Sedan-3                | 6 1⁄3     | 12.768                   | 88,12      | 145              | 0816       | Sedan                        |
| Signy-l’Abbaye         | 71        | 15.391                   | 819,51     | 19               | 0817       | Charleville-Mézières, Rethel |
| Villers-Semeuse        | 11        | 14.255                   | 90,18      | 158              | 0818       | Charleville-Mézières         |
| Vouziers               | 50        | 12.757                   | 683,27     | 19               | 0819       | Sedan, Vouziers              |
| Département Ardennes   | 447       | 267.204                  | 5.229,41   | 51               | 08         | –                            |

## Liste ehemaliger Kantone
Bis zum Neuzuschnitt der französischen Kantone im März 2015 war das Département Ardennes wie folgt in 37 Kantone unterteilt:
| Arrondissement       | Kantone |
| -------------------- | --- |
| Charleville-Mézières | Charleville-Centre, Charleville-La Houillère, Flize, Fumay, Givet, Mézières-Centre-Ouest, Mézières-Est, Monthermé, Nouzonville, Omont, Renwez, Revin, Rocroi, Rumigny, Signy-l’Abbaye, Signy-le-Petit, Villers-Semeuse |
| Rethel               | Asfeld, Château-Porcien, Chaumont-Porcien, Juniville, Novion-Porcien, Rethel |
| Sedan                | Carignan, Mouzon, Raucourt-et-Flaba, Sedan-Est, Sedan-Nord, Sedan-Ouest |
| Vouziers             | Attigny, Buzancy, Le Chesne, Grandpré, Machault, Monthois, Tourteron, Vouziers |